# 李赫哲 (1985年)
李赫哲（朝鮮語: 리혁철；英語: Ri Hyok-Chol；1985年10月14日—），朝鲜足球运动员，司职前锋，入選過朝鮮國家足球隊，曾代表国家队出战2006年世界杯足球赛预选赛。
2005年代表朝鮮國家足球隊參加東亞足球錦標賽預賽，協助朝鮮奪得冠軍取得決賽席位，之後再代表朝鮮國家足球隊參加2008年東亞足球錦標賽預選賽，先後在對澳門足球代表隊和香港足球代表隊比賽中以替補身分上陣，並且協助朝鮮取得預選賽冠軍及晉級決賽。

## 国家队进球
| # | 日期          | 地点     | 对手   | 進球 | 比數 | 赛事                        |
| - | ------------- | -------- | ------ | ---- | ---- | --------------------------- |
| 1 | 2004年9月8日  | 朝鮮平壤 | 泰國   | 3-0  | 4-1  | 2006年世界盃外圍賽 (亞洲區) |
| 2 | 2005年3月7日  | 中華台北 | 蒙古国 | 2-0  | 6-0  | 2005年東亞足球錦標賽        |
| 3 | 2005年3月7日  | 中華台北 | 蒙古国 | 3-0  | 6-0  | 2005年東亞足球錦標賽        |
| 4 | 2005年5月20日 | 泰國曼谷 | 泰國   | 0-1  | 0-1  | 友谊赛                      |

## 榮譽

### 國家隊
朝鮮
- 東亞足球錦標賽預賽冠軍（2）：2005年、2007年；